# Kibara obtusa
Kibara obtusa är en tvåhjärtbladig växtart som beskrevs av Carl Ludwig von Blume. Kibara obtusa ingår i släktet Kibara och familjen Monimiaceae. Inga underarter finns listade i Catalogue of Life.